# 奈古郵便局
奈古郵便局（なごゆうびんきょく）は、山口県阿武郡阿武町にある郵便局。民営化前の分類では集配特定郵便局であった。

## 概要
住所：〒759-3699 山口県阿武郡阿武町奈古2955-12

## 沿革
- 1872年（明治5年）旧7月 - 奈古郵便取扱所として開設[1]。
- 1875年（明治8年）1月1日 - 奈古郵便局（五等）となる。
- 1885年（明治18年）11月1日 - 貯金取扱を開始。
- 1891年（明治24年）2月16日 - 為替取扱を開始。
- 1975年（昭和50年）3月19日 - 電話交換業務を田万川電報電話局に移管[2]。
- 2006年（平成18年）9月11日 - 宇田郵便局から集配業務を移管[3]。
- 2007年（平成19年）10月1日 - 民営化に伴い、併設された郵便事業山口支店奈古集配センターに一部業務を移管。
- 2012年（平成24年）10月1日 - 日本郵便株式会社発足に伴い、郵便事業山口支店奈古集配センターを奈古郵便局に統合。

## 取扱内容
- 郵便、印紙、ゆうパック、内容証明
- 貯金、為替、振替、振込、国際送金、国債
- 生命保険、バイク自賠責保険
- ゆうちょ銀行ATM（管轄はゆうちょ銀行広島支店）
- 阿武郡阿武町の一部、萩市のうち大井（〒759-35xx、〒759-36xx）の集配業務

## 周辺
- 阿武町役場
- 阿武町立奈古小学校
- 阿武町立阿武中学校
- 山口県立奈古高等学校
- 国道191号
- 郷川

## アクセス
- JR山陰本線 奈古駅から北西へ約200m（徒歩約3分）
- 防長交通バス、阿武町営バス 奈古駅前停留所下車
- 駐車場あり：3台